# پدیدآیی وابسته
پدیدآیی وابسته (به سانسکریت: Pratītyasamutpāda) از مفاهیم اساسی در دین بودا است. بنا بر این مفهوم، ناآگاهی افراد بشر در مورد سبب اصلی وجود رنج باعث پدید آمدن خطاهای فکری انسان و در نتیجه جلوگیری از رها شدن از چرخه تولد ادواری می‌شود.
بودا در جستجوهای خود برای یافتن علت و سبب رنج کشیدن‌های انسان دوازده مسبب Twelve Nidānas را تشخیص داد که هر یک نتیجه دیگری است و پدید آمدن هریک وابسته به دیگری است.
او به این نتیجه رسید که پیری و مرگ باعث رنج است و این به نوبه خود به خاطر متولد شدن پدید می‌آید. تولدهای ادواری، خود نتیجه بودن است و بودن در پی وابستگی و رها نکردن به‌وجود می‌آید. وابستگی به نوبه خود نتیجه طلبیدن است و طلبیدن نتیجه حس است. حس از در تماس آمدن‌ها پدید می‌آید و تماس‌ها به خاطر وجود مجراهای حسی (حواس پنج‌گانه به اضافه فکر) به‌وجود می‌آیند. مجراهای حسی در پی وجود روح و ماده پدید آمده‌اند و روح و ماده، خود، نتیجه وجود قدرت تشخیص است. قدرت تشخیص نیز به نوبه خود بر اثر وجود برساخته‌ها و ترکیبات در جهان هستی پدید آمده‌است و سرانجام این‌که این برساخته‌ها برای آن به‌وجود آمده‌اند که نسبت به ذات رنج و راه رهایی از رنج، ناآگاهی وجود دارد.

## دوازده مسبب
دوازده مُسبّب رنج‌های موجودات که پدید آمدن هریک وابسته به وجود دیگری است عبارتند از:
| مسبب      | سانسکریت | آوانویسی            | توضیحات |
| --------- | -------- | ------------------- | --- |
| ناآگاهی   | अविद्या     | Avidyā، آویدیا      | ناآگاهی نسبت به به چهار حقیقت شریف یعنی نشناختن رنج، نشناختن خاستگاه رنج، نشناختن توقف رنج، و نشناختن راه منتهی به توقف رنج. ناآگاهی باعث توهم وجود ترکیب‌های جعلی (برساخته‌ها) می‌شود. |
| برساخته‌ها | संस्कार     | saṃskāra، سمسکاره   | هر آنچه به باور ما در جهان شکل گرفته در زمره برساخته‌ها یا همان ساخته‌های ذهنی است. این اشکال توهمی به سه دسته‌اند: برساخته‌های جسمانی، برساخته‌های لفظی، و برساخته‌های روحی. واژه سانسکریت سمسکاره از نظر لغوی به معنی «همکرد» یعنی ترکیب است. باور به برساخته‌ها ایجاد قدرت بازشناسی را به دنبال دارد. |
| بازشناسی  | विज्ञान     | Vijñāna، ویجنیانه   | بازشناسی یا قدرت تشخیص و تمایزدهی شش گونه دارد: بازشناسی چشمی، بازشناسی گوشی، بازشناسی با بینی، بازشناسی با زبان، بازشناسی با تن، و بازشناسی با هوش. هر نیروی بازشناسی اندامی مشخص برای عمل کردن دارد. بازشناسی، توهم وجود ذهنیت و جسمیت را ایجاد می‌کند.                                          |
| نام‌وپیکر  | नामरूप     | Nāmarūpa، نامه‌روپه  | نام‌وپیکر ذهنیت و جسمیت است. نام یا ذهنیت عبارت است از: احساس، ادراک، قصد و نیت، تماس، و توجه. پیکر یا جسمیت عبارت است از: چهار عنصر اعظم Mahābhūta (خاک، آب، اتش، هوا) و تنی که وابسته به آن‌ها است. نام‌وپیکر شش حواس را ایجاد می‌کنند.                                                             |
| شش‌حسگری   | षडायतन    | saḷāyatana، سلایتنه | شش حواس و موضوع حسی آن‌ها، یعنی: چشم و بینایی، گوش و شنوایی، بینی و بویایی، زبان و چشایی، پوست و بساوایی، و ذهن و اندیشیدن. شش‌حسگری باعث تماس‌گیری است. |
| تماس‌گیری  | स्पर्श     | Sparśa، اسپرشه      | تماس‌گیری زمانی رخ می‌دهد که سه عامل گرد هم می‌آیند: اندام حسی، شیء مورد تماس، و قدرت بازشناسی حسی. تماس‌گیری احساسات را به دنبال دارد. |
| احساسات   | वेदना      | vedanā، ودنا        | درک حسی خوشایند بودن، خنثی بودن، یا ناخوشایند بودن‌ها. احساسات تشنگی و طلبیدن می‌آفریند. |
| تشنگی     | तृष्णा      | tṛṣṇā، ترشنا        | شش گونه تشنگی (خواست و تمایل) وجود دارد: خواست شکل‌ها، آواها، بوی‌ها، مزه‌ها، لمس‌ها، و انگاره‌ها (ایده‌ها). تشنگی وابستگی می‌آورد. |
| وابستگی   | उपादान     | upādāna، اوپادانه   | وابستگی چهار گونه دارد: وابستگی حسی، وابستگی دیداری، وابستگی عملی، و وابستگی به خود. وابستگی‌ها، ادامه بودن‌ها و شدن‌ها را به دنبال دارند. |
| بودوشد    | भाव       | bhāva، باوه         | بودن‌ها و شدن‌ها بر ادامه زندگی و مرگ، ازجمله تناسخ و بلوغی که بر اثر تولدهای ادواری ایجاد می‌شود دلالت دارد. سه نوع بودوشد وجود دارد: بودوشد حسی، بودوشد شکلی، و بودوشد بی‌شکل. بودن‌ها و شدن‌ها، زایش‌های مکرر ایجاد می‌کنند.                                                                           |
| زادن      | जाति       | Jāti، جاتی          | زادن به پدید آمدن یک موجود تازه در چرخه تولدهای ادواری (سمساره) اشاره دارد. زادن، رنج پیری و مرگ به دنبال می‌آورد. |
| پیری‌مرگ   | जरामरण    | Jarāmaraṇa، جرامرنه | پیری‌مرگ در بودیسم عبارتی است که برای اشاره به رنج‌های اواخر زندگی تمامی موجودات، پیش از باززایی آن‌ها در چرخه تولدهای ادواری به‌کار می‌رود. |